# Пузынин, Дмитрий Георгиевич
Дмитрий Георгиевич Пузынин (1923—1975) — производитель работ 1-го Новокузнецкого строительно-монтажного управления треста «Сибстальконструкция» Министерства монтажных и специальных строительных работ СССР, Кемеровская область. Герой Социалистического Труда (07.05.1971).

## Биография
Родился в 1923 году в деревне Воскресенка ныне Кыштовского района Новосибирской области.
В 1930-х годах его родители были раскулачены и высланы на территорию современной Томской области, а впоследствии переехали в город Сталинск (с 1961 года — Новокузнецк) Западно-Сибирского края (с 1937 года — Новосибирской, с 1943 года — Кемеровской области).
Дмитрий рано начал трудовую деятельность в 1940 году в Сталинске в бригаде монтажников. В Великую Отечественную войну стал лучшим монтажником. В 1943 году в числе лучших монтажников был командирован на восстановительные работы в город Сталинград (ныне — Волгоград), где проработал до 1949 года бригадиром монтажников в тресте «Стальмонтаж».
С 1949 по 1962 год бригадиром монтажников Сталинского (с 1961 года — Новокузнецкого) участка треста «Уралстальконструкция». С 1962 года — мастер, а затем производитель работ в 1-м Новокузнецком строительно-монтажном управлении треста «Сибстальконструкция».
Принимал непосредственное участие в строительстве пятой доменной печи на Кузнецком металлургическом комбинате, второй очереди Новокузнецкого алюминиевого завода, новых очередей на Кузнецкой ТЭЦ, заводе ферросплавов. Самая яркая страница в биографии Д. Г. Пузынина — строительство Западно-Сибирского металлургического комбината. Там он работал с первого дня, как только появились палатки, участвовал в сооружении всех объектов: от первой доменной печи до стана «450».
Указом Президиума Верховного Совета СССР от 7 мая 1971 года за выдающиеся производственные успехи, достигнутые в выполнении заданий пятилетнего плана по капитальному строительству, Пузынину Дмитрию Георгиевичу присвоено звание Героя Социалистического Труда с вручением ордена Ленина и золотой медали «Серп и Молот».
Жил в Новокузнецке. Умер в 1975 году. Похоронен в Новокузнецке.

## Награды
- Золотая медаль «Серп и Молот» (07.05.1971);
- орден Ленина (07.05.1971)
- орден Трудового Красного Знамени (05.06.1948)
- Медаль «В ознаменование 100-летия со дня рождения Владимира Ильича Ленина» (6 апреля 1970)
- Медаль «За доблестный труд в Великой Отечественной войне 1941—1945 гг.»
- Медаль «Ветеран труда»
- Медаль «За трудовую доблесть» (24.04.1965)
- и другими
- Отмечен дипломами и почётными грамотами.